# 아브람 호퍼
아브람 호퍼(영어: Abram Hoffer, 1917년 11월 11일 ~ 2009년 3월 27일)은 분자교정의학의 창시자이자 정신의학자이다. 영양소와 비타민의 대량 복용이 정신분열증 및 ADHD 증상에 효과적이라는 주장을 한 것으로 널리 알려져 있다.
또한 우울증이 비타민B3의 부족으로 인해 발생하는 경우가 많다고 주장했다. 그의 견해에 따르자면, 비타민B3가 부족해지면 초조, 불안, 신경쇠약, 신경과민 등과 함께 우울증도 발병가능성이 증가한다. 따라서 그는 정신질환을 지닌 환자들에게 비타민B3와 비타민C를 자주 사용했던 의사로 유명하다